# (202683) 2006 US216
(202683) 2006 US216 est un astéroïde Aton potentiellement dangereux découvert par le programme Mount Lemmon Survey le 30 octobre 2006.